# Кожевников Іван Федорович
Іван Федорович Кожевников (нар. 1889, місто Лисьва Пермської губернії, тепер Пермського краю, Російська Федерація — розстріляний 25 березня 1937, місто Свердловськ, тепер місто Єкатеринбург, Російська Федерація) — радянський діяч, голова виконавчого комітету Шадринської повітової ради Єкатеринбурзької губернії, голова Свердловської окружної контрольної комісії ВКП(б), член ВЦВК. Член Центральної контрольної комісії ВКП(б) у 1927—1934 роках.

## Біографія
Працював робітником.
Член РСДРП(б) з 1912 року.
У 1917—1921 роках — голова комітету РСДРП(б) заводу «Коноваловка» у Пермі; голова виконавчого комітету волосної ради; голова волосного комітету РКП(б); голова Слободського революційного комітету Вятської губернії; голова виконавчого комітету Шадринської повітової ради Єкатеринбурзької губернії; заступник голови виконавчого комітету Єкатеринбурзької губернської ради.
З 1921 року — начальник Єкатеринбурзької губернської робітничо-селянської міліції.
З 1924 року — секретар партійної колегії Уральської обласної контрольної комісії РКП(б).
У 1927—1930 роках — голова Свердловської окружної контрольної комісії ВКП(б) Уральської області.
У 1934 — січні 1937 року — голова лікувальної комісії при Свердловському обласному комітеті ВКП(б); заступник завідувача Свердловського обласного відділу охорони здоров'я.
11 січня 1937 року заарештований органами НКВС. Засуджений Воєнною колегією Верховного суду СРСР 25 березня 1937 року до страти, розстріляний того ж дня в місті Свердловську.
Посмертно реабілітований.